# Sylvia Pankhurst
Estelle Sylvia Pankhurst (Manchester, 5 maggio 1882 – Addis Abeba, 27 settembre 1960) è stata un'attivista, giornalista, scrittrice ed artista britannica.
Militante nel movimento per il suffragio femminile, fu per un certo tempo un'attivista marxista libertaria, attiva nel movimento del comunismo consiliarista britannico, impegnandosi in seguito nelle cause dell'antifascismo, dell'anticolonialismo e della pace.

## Biografia
Secondogenita di Emmeline Pankhurst e sorella di Christabel e Adela, intraprese inizialmente gli studi artistici, decidendo poi di dedicarsi a tempo pieno all'attivismo politico, seguendo le orme materne. Nella prima parte della sua vita, fu attiva nella Women's Social and Political Union (WSPU), l'organizzazione per il suffragio femminile fondata da Emmeline e Christabel, dalla quale venne espulsa nel 1914.
Studiò presso la Manchester School of Arts, l'Accademia di belle arti di Venezia e il Royal College of Art di Londra. Accanto all'arte, Sylvia si dedicò anche alla scrittura: fondò quattro diversi giornali e scrisse ventidue tra libri e pamphlet, oltre che un grande numero di articoli.
Nel 1917 conobbe il giornalista anarchico italiano Silvio Corio, con il quale intraprese una relazione sentimentale durata fino alla morte di lui. Dalla loro unione nascerà un figlio, Richard, nel 1927.
Dopo la fine della prima guerra mondiale incontrò personalmente Lenin e contribuì alla creazione del Partito Comunista di Gran Bretagna, dal quale venne però poi espulsa.
Dagli anni venti si dedicò soprattutto alle cause del pacifismo e dell'antifascismo. Fu una fervente oppositrice del colonialismo italiano in Etiopia, dove si trasferì con il figlio dopo la morte del marito. Qui continuò il suo lavoro di attivista e scrittrice fino alla sua scomparsa, avvenuta nel 1960.

## Impegno politico

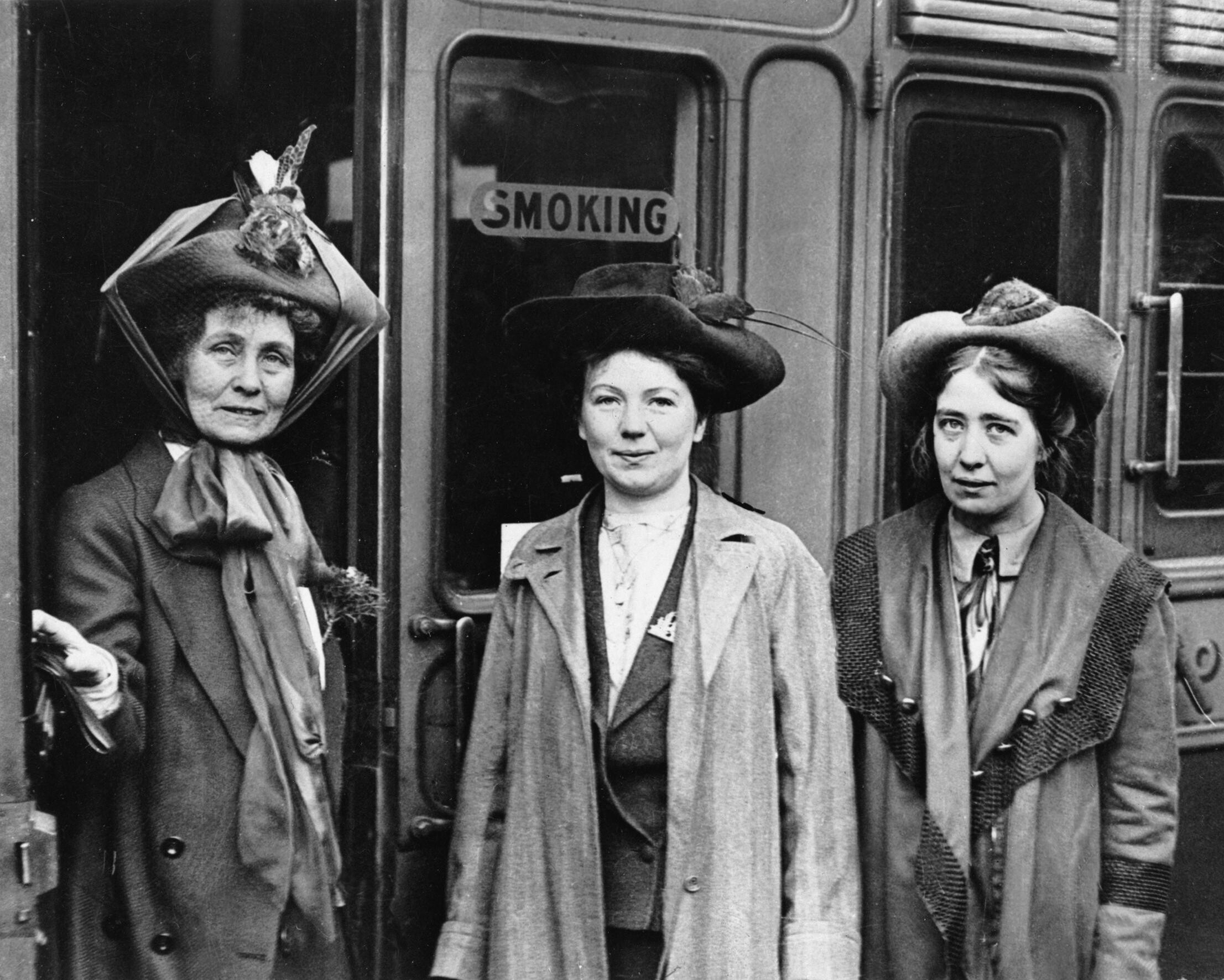
(Da sinistra verso destra) Emmeline, Christabel e Sylvia Pankhurst nell'ottobre 1911

Come tutti i membri della famiglia Pankhurst, fu inizialmente parte del Partito Laburista Indipendente, per poi unirsi alla Women's Social and Political Union, della quale disegnò il logo. Per la WSPU prese parte a numerose iniziative e proteste che, in diversi casi, le costarono l'arresto. Tra gli impegni pubblici effettuò anche due tour negli Stati Uniti d'America.
Negli anni antecedenti alla prima guerra mondiale i rapporti tra le componenti della famiglia Pankhurst iniziarono a incrinarsi. Sylvia e Adela, infatti, avevano simpatie socialiste ed erano in disaccordo con i metodi di protesta che Emmeline e Christabel avevano iniziato ad adottare, considerandoli eccessivamente violenti. Tra il 1913 e il 1914, Sylvia venne espulsa dalla WSPU e fondò una sua propria organizzazione, la East London Federation of Suffragettes (ELFS), mentre Adela si trasferì in Australia, dove trascorse il resto della sua vita. I contrasti tra le Pankhurst rimaste in Regno Unito si acuirono ulteriormente con lo scoppio della guerra, quando Sylvia militò attivamente nel movimento pacifista mentre Emmeline e Christabel sospesero le attività suffragiste per supportare lo sforzo bellico.
Uno dei motivi principali del dissidio tra Sylvia ed Emmeline e Christabel riguardava il coinvolgimento delle classi proletarie nelle lotte per il suffragio femminile. Secondo Sylvia la WSPU si stava tramutando sempre di più in un'organizzazione di e per donne borghesi, tendente a patronizzare più che ad accogliere le donne lavoratrici. Sua intenzione, invece, era quella di creare un'organizzazione che fosse in grado di lottare al tempo stesso per il suffragio femminile e per una società egualitaria, combinando insieme temi femministi e socialisti.

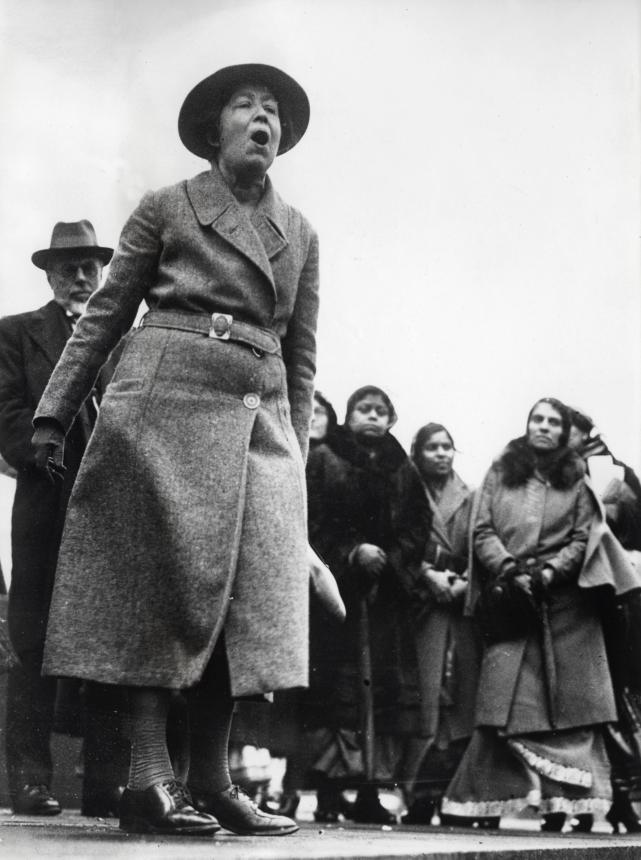
Sylvia Pankhurst durante un comizio contro le politiche inglesi in India, 1932

Nel 1918, la ELFS fu rinominata Workers's Socialist Federation (WSF). Negli anni successivi, la Pankhurst fu molto attiva nella costruzione del movimento socialista e comunista britannico. La WSF fu la prima organizzazione britannica ad affiliarsi all'Internazionale Comunista, ma ben presto emersero delle importanti differenze di opinioni con Lenin, il quale disapprovò pubblicamente le posizioni anti-parlamentariste di Sylvia e altri esponenti del comunismo britannico nel saggio L'estremismo, malattia infantile del comunismo.
Nel periodo di formazione dei regimi totalitari a cavallo tra le due guerre mondiali, Sylvia iniziò a impegnarsi anche nell'antifascismo, definendo la Marcia su Roma del 1922 "il collasso definitivo dei movimenti rivoluzionari del dopoguerra". Fortemente colpita dall'omicidio Matteotti, fondò nel 1930 il Women's International Matteotti Committee, un'organizzazione volta a sostenere le richieste della moglie e dei figli del politico italiano, e fino al termine della seconda guerra mondiale fu attiva nel supporto agli oppositori e alle vittime del fascismo, impegnandosi anche per gli ebrei che sfuggivano alle persecuzioni razziali.
In seguito all'occupazione italiana dell'Etiopia, nel 1935, Pankhurst decise di concentrare le sue energie nella liberazione del paese dal dominio fascista e colonialista. Questa scelta nasceva dal timore che, accanto alla situazione della Spagna franchista, la causa dell'invasione dell'Etiopia sarebbe stata ignorata dagli antifascisti britannici, i quali avrebbero preferito impegnarsi in favore di un popolo più vicino a loro. Oltre al risultato pratico dell'indipendenza del popolo etiope, l'attivismo di Sylvia Pankhurst ebbe anche l'obiettivo di riaffermare i valori africani nella controcultura antimperialista del tempo.
Fu sepolta nella cattedrale della Santissima Trinità (Addis Abeba).